# 双淇林卷管螺
双淇林卷管螺（学名：Clavus unizonalis），是新腹足目卷管螺科角卷管螺属的一种。主要分布于台湾，常栖息在浅海泥沙质海底。